# Eparchia di Pjatigorsk

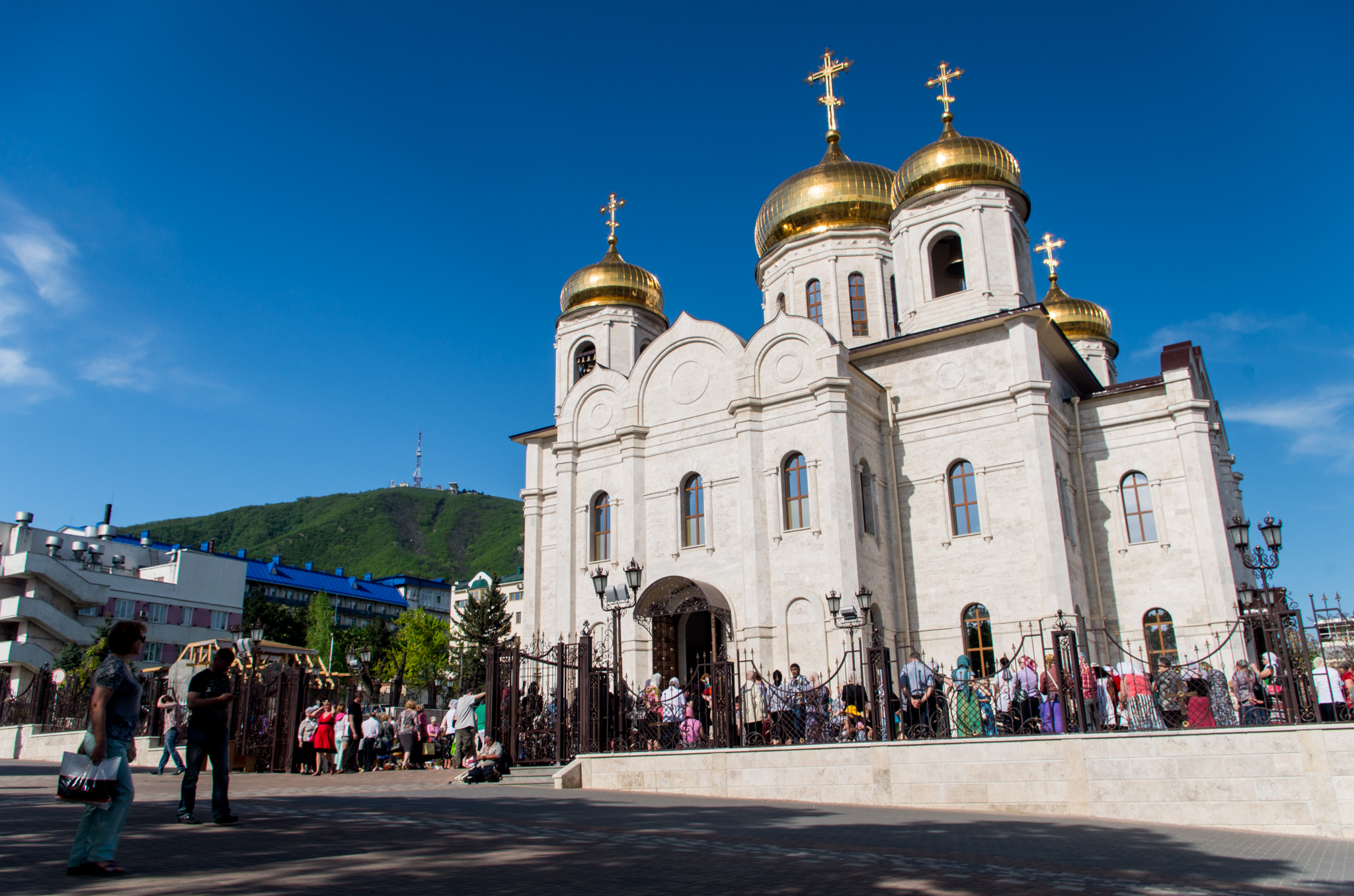
La cattedrale di Cristo Salvatore di Pjatigorsk.

L'eparchia di Pjatigorsk (in russo Пятигорская епархия?) è una diocesi della Chiesa ortodossa russa.

## Territorio
L'eparchia comprende le città di Essentuki, Železnovodsk, Kislovodsk, Pjatigorsk e i rajon Mineralovodskij, Predgornyj e Kirovskij nel territorio di Stavropol', e le repubbliche di Cabardino-Balcaria e di Karačaj-Circassia nel circondario federale del Caucaso Settentrionale.
Sede eparchiale è la città di Pjatigorsk, dove si trova la cattedrale di Cristo Salvatore. L'eparca ha il titolo ufficiale di «eparca di Pjatigorsk e Circassia».

## Storia
L'eparchia è stata eretta il 27 giugno 1927 per separazione dall'eparchia di Vladikavkaz, ma fu soppressa nel 1943 e le sue parrocchie entrarono a far parte dell'eparchia di Stavropol'.
La sede fu restaurata dal Santo Sinodo della Chiesa ortodossa russa il 22 marzo 2011.